# جورج شلدون (تنیس‌باز)
 جورج شلدون (انگلیسی: George Sheldon؛ زاده ) یک تنیس‌باز اهل ایالات متحده آمریکا است.